# フィーバーきらきらナナちゃん
フィーバーきらきらナナちゃんは、1998年10月にSANKYOが発売した、フィーバーパワフルのシリーズ機で夢夢ちゃんの妹「ナナちゃん」が活躍するパチンコ機のシリーズ名。
CRフィーバーきらきらナナちゃんの1機種がある。

## 概要
液晶型のデジパチ。本機は、9分割された画面に8ライン方式を採用しているフィーバーパワフルのシリーズ機として登場したフィーバースーパーナインの姉妹機で、大当たり確率などのスペック面や、仕様や演出に変更点はない。変更点は、セル盤デザインと液晶画面がシャープになり見やすくなったことである。

ゲージ構成は初代フィーバーパワフルと同じで、スルーを通った玉が始動口に向かうのが主な入賞ルートである。

## スペック
- CRフィーバーきらきらナナちゃん
  - 賞球数 6&15
  - 大当たり最高継続 16R
  - 大当たり確率 1/359
  - 確変中大当たり確率　1/59.8
  - 確変突入率　1/2
  - 確変期間　次回大当たりまで継続　5回リミッター

## 図柄
- 液晶図柄
  - 7
  - イチゴ
  - チェリー
  - プラム
  - オレンジ
  - ブドウ
  - バナナ
  - モモ
  - リンゴ
  - レモン
  - メロン
  - スイカ
  - CHANCE
- デジタル図柄
  - 0
  - 1
  - 2
  - 3
  - 4
  - 5
  - 6
  - 7
  - 8
  - 9
  - F
  - A
  - P
  - L

## 演出
デジタル回転開始時にナナちゃんが登場して、「こりゃあやしいぞ！」か「あつい！あつい！」のいずれかのセリフを言うことがある。この前兆演出は姉妹機フィーバースーパーナインに搭載された「ナナちゃんコール」で、本機にも搭載されている。

リーチアクションは、「ノーマルリーチ」と「パワフルビームリーチ」と「パワフルマジックリーチ」の3種類ある。リーチ後にナナちゃんが登場し、変身に成功すればパワフルビームリーチに発展するが、失敗するとハズレ確定となる。9画面全てに「CHANCE」図柄停止後に、ナナちゃんがセリフとともにジャンプする。成功すると星が降ってパワフルマジックリーチに発展し、オールフルーツ揃いが確定する。失敗の場合は星が1個だけ落ちてきてハズレ確定となる。